# Einbruch der Nacht
Einbruch der Nacht (englischer Originaltitel: Nightfall) ist ein Science-Fiction-Roman von Isaac Asimov und Robert Silverberg aus dem Jahr 1990, der 1997 in der Übersetzung von Irene Holicki im Heyne Verlag erschien. Der Roman basiert auf einer im Original gleichnamigen Kurzgeschichte Asimovs, die 1941 in John W. Campbells Magazin Astounding Science Fiction veröffentlicht wurde. (Deutsch auch als Und Finsternis wird kommen…) In einer Umfrage unter den Science Fiction and Fantasy Writers of America im Jahr 1968 wurde Nightfall zur „besten Kurzgeschichte vor 1965“ gewählt. Die Erzählung wurde in über ein Dutzend Sprachen, der Roman in über 6 Sprachen übersetzt.

## Inhalt
Dem Roman ist ein Zitat von Ralph Waldo Emerson aus Nature vorangestellt:

„If the stars should appear one night in a thousand years, how would men believe and adore, and preserve for many generations the remembrance of the city of God which had been shown!“

„Wenn nur einmal in tausend Jahren die Sterne erscheinen, wie würden die Menschen glauben und sie bewundern und für viele Generationen das Andenken an diese Stadt Gottes bewahren!“

Der Planet Kalgash befindet sich in einem aus sechs Sonnen bestehenden Sternsystem. Dies hat zur Folge, dass jeder Ort des Planeten zu jeder Zeit mindestens von einer dieser Sonnen beleuchtet wird. Dunkelheit oder Nacht ist den Bewohnern Kalgashs unbekannt. Die Gemeinschaft der Apostel des Feuers verkündet jedoch, dass nach einem Gottesjahr (das sind 2049 Jahre auf Kalgash) alle Sonnen verschwinden, die Sterne erscheinen, und Feuer vom Himmel fallen wird. Zu Beginn des Romans soll dies in einem Jahr geschehen. Zur gleichen Zeit entdecken Archäologen die Überreste einer uralten Stadt, die ungefähr alle 2050 Jahre durch Feuer vernichtet wurde und siebenmal auf den Trümmern wieder aufgebaut wurde. Ein Astronom der Universität von Saro kann sich eine Bahnstörung Kalgashs nur durch die Existenz eines bisher unbekannten Planeten von der Größe Kalgashs erklären. Genauere Rechnungen zeigen, dass dieser Planet in einem Jahr, wenn die kleine Sonne Dovim allein am Himmel steht, diese für einige Stunden verfinstern wird. Ein Psychologe behauptet, dass die Mehrheit der Bewohner Kalgashs die Dunkelheit nicht ertragen könne und schwere traumatische Schädigungen erleiden wird.
Versuche, die Regierung oder die Bevölkerung vor den Auswirkungen der Sonnenfinsternis zu warnen, scheitern.
Als sie eintritt, werden die Befürchtungen des Psychologen noch übertroffen: In ihrer Furcht vor der Dunkelheit entzünden die Bewohner Kalgashs überall Feuer, die Städte gehen in Flammen auf. Zusätzlich werden viele durch den nicht gekannten Anblick tausender Sterne schockiert, die ihnen zeigen, dass das Universum viel größer ist als Kalgash und seine sechs Sonnen. Nur wenige Tage nach der Finsternis ist die Zivilisation zusammengebrochen. In dem Chaos aus marodierenden Banden und neu entstandenen Ministaaten scheint nur die totalitäre Theokratie der Apostel des Feuers in der Lage zu sein, die Zivilisation wiederaufzubauen und das Wissen um die Sonnenfinsternis und ihre Auswirkungen auf Kalgash zu bewahren.

## Verfilmungen
Die Kurzgeschichte bzw. der Roman wurde 1988 und 2000 verfilmt.

## Ausgaben
Erzählung
- Erstdruck: Nightfall. In: Astounding Science-Fiction, September 1941.
- Deutsche Erstübersetzung: Einbruch der Nacht. Übersetzt von Otto Schrag. In: Gotthard Günther (Hrsg.): Überwindung von Raum und Zeit. Rauchs Weltraum-Bücher #3, 1952.
- Auch als: Und Finsternis wird kommen … In: Arnulf D. Krauß & Helmuth W. Mommers (Hrsg.): 7 Science Fiction-Stories. Heyne-Anthologien #17, 1966.
- Auch als: Einbruch der Nacht. Übersetzt von Joachim Pente. In: Robert Silverberg & Wolfgang Jeschke (Hrsg.): Titan 7. Heyne (Heyne SF&F #3679) 1978, ISBN 3-453-30474-8. Auch in:
- Auch als: Die Nacht wird kommen. Übersetzt von Eva Malsch. In: Isaac Asimov & Martin H. Greenberg: Die besten Stories von 1941. Moewig (Playboy Science Fiction #6713), 1981, ISBN 3-8118-6713-X.
- Auch als: Und die Finsternis wird kommen. In: Isaac Asimov: Cosmos Utopia. Bastei-Verlag Lübbe (Bastei-Lübbe Paperback #28165), Bergisch Gladbach 1988, ISBN 3-404-28165-9.

Roman
- Erstausgabe (US): Nightfall. Doubleday Foundation, 1990, ISBN 0-385-26341-4.
- Erstausgabe (UK): Nightfall. Gollancz, 1990, ISBN 0-575-04698-8.
- Deutsche Erstübersetzung: Einbruch der Nacht. Übersetzt von Irene Holicki. Heyne Allgemeine Reihe #10090, 1997, ISBN 3-453-11689-5.

## Nachweise
1. ↑  Über Isaac Asimov
2. ↑  Nature Kapitel 1
3. ↑  Nightfall (1988) bei IMDb
4. ↑  Nightfall (2000) bei IMDb